# Український архітектурний стиль

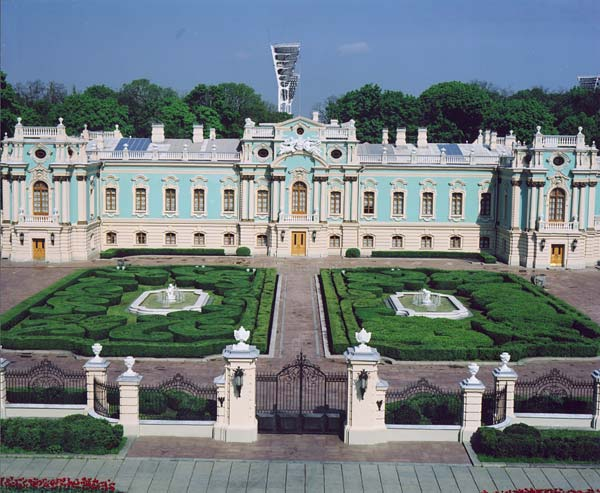
Загальний вид Маріїнського палацу

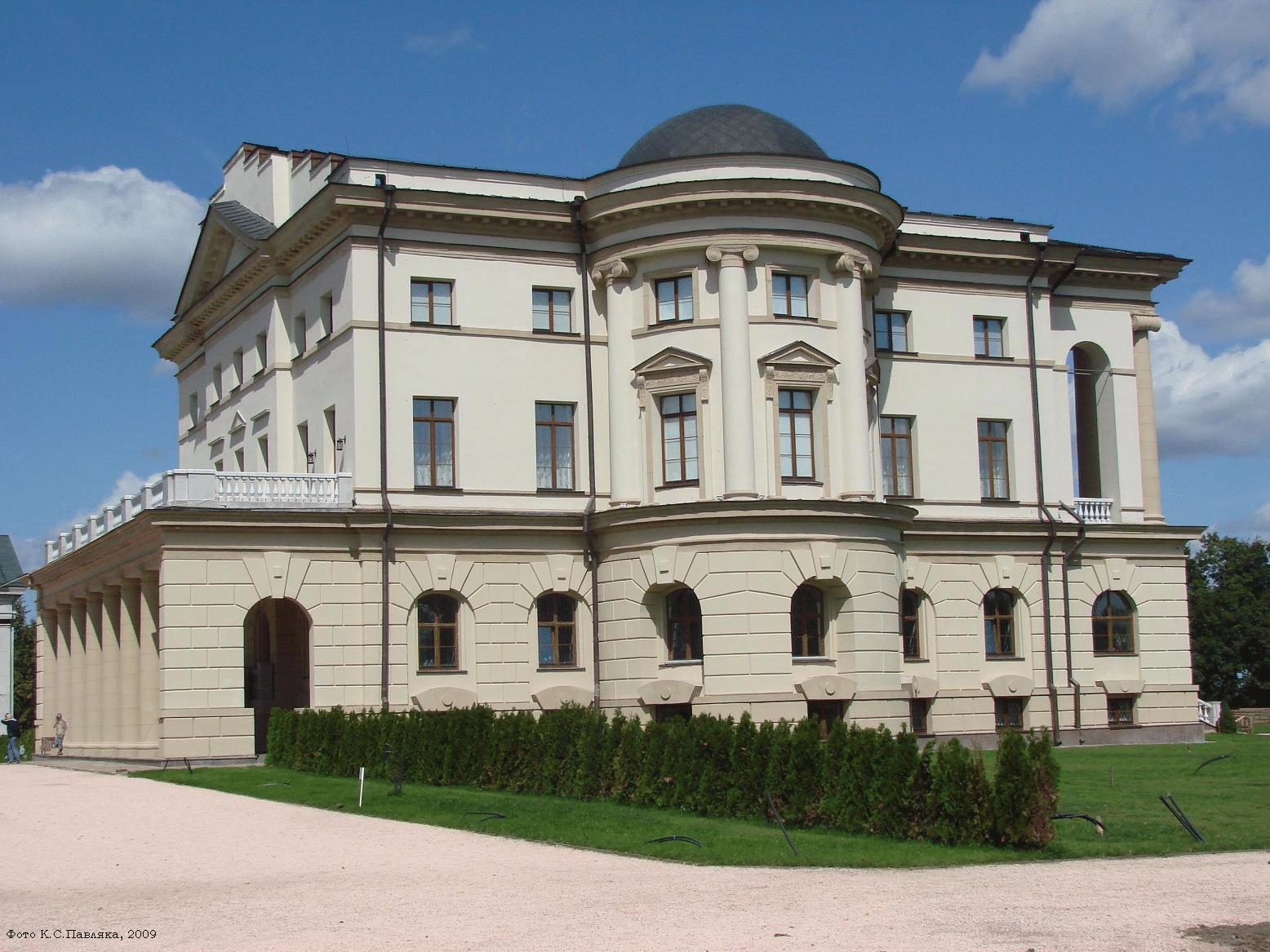
Палац Розумовського у Батурині

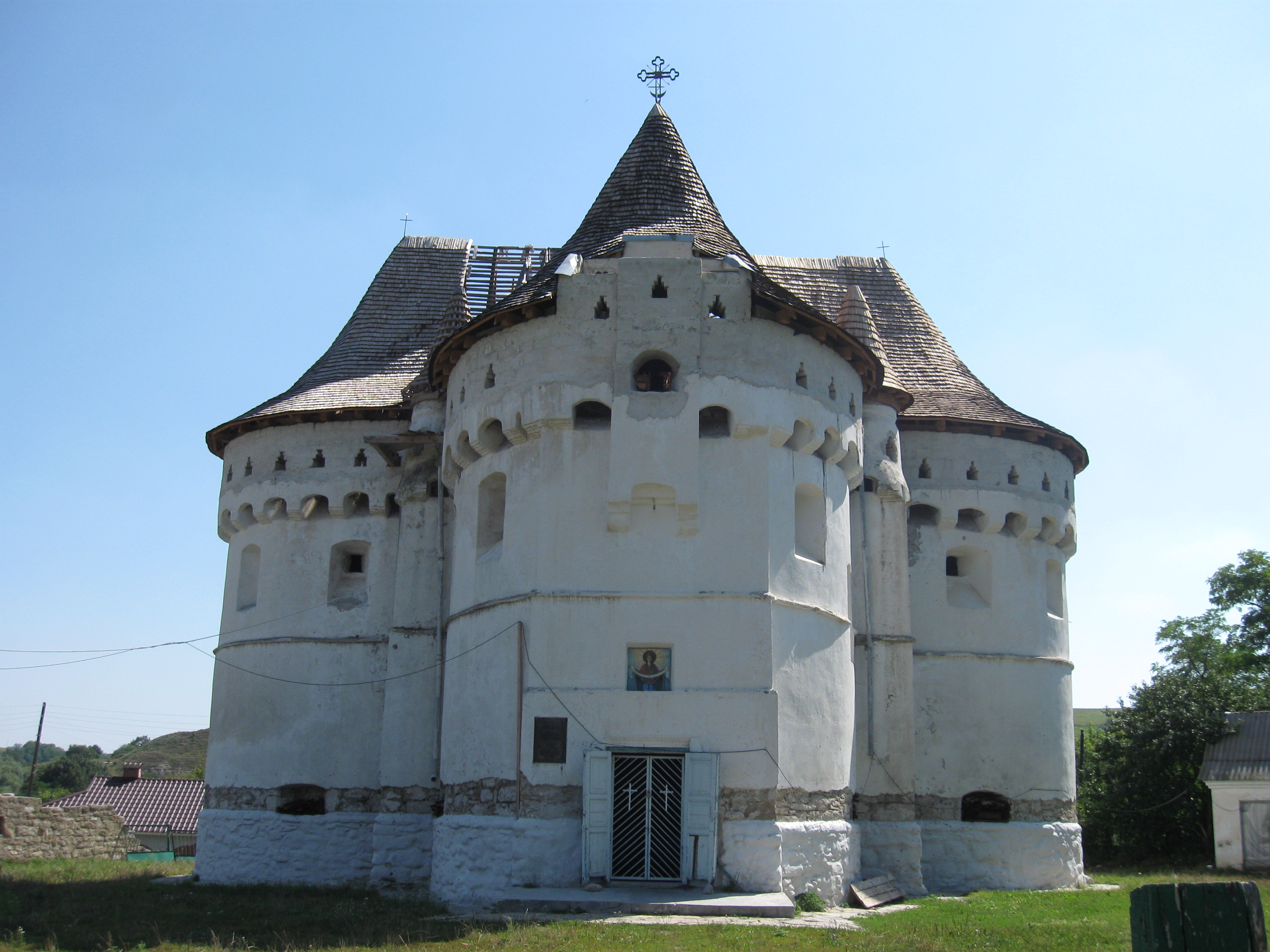
Покровська церква у Сутківцях (1476)

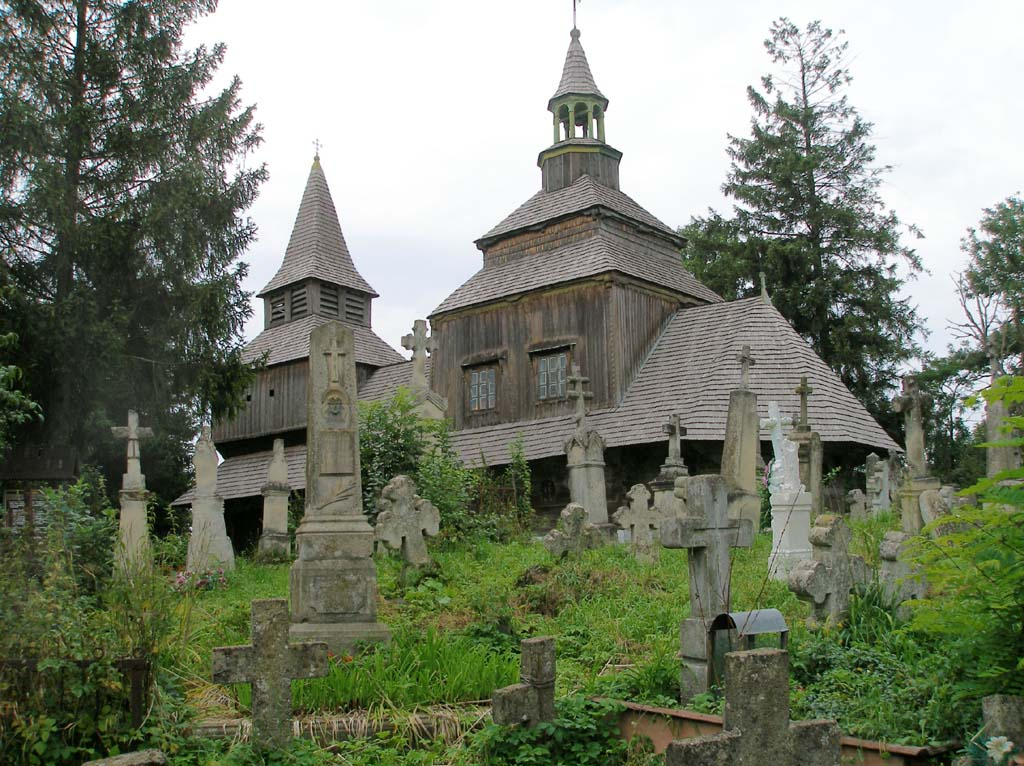
Дерев'яна церква Святого Духа в Рогатині

Архітектурний стиль, тобто стиль побудови будівель завжди базується на тому чи іншому підґрунті. Тобто він виникає на основах певного стилю і вдосконалюється та незначно змінюється під впливом часу та під впливом архітектурних стилів тієї чи іншої історичної доби. Ці зміни стосуються перш за все не конструкцій, а деталей та оздоблень.
Становлення того чи іншого архітектурного стилю пов'язане з природно-кліматичними особливостями місцевості, з будівельними матеріалами, які наявні тою чи іншою мірою в цій місцевості, з етнічними особливостями культури певного народу, з рівнем розвитку цієї культури, зі здобутками та досягненнями майстрів-архітекторів, а також з рівнем розвитку та добробуту держави.
Основною рисою українського архітектурного стилю є конструктивізм. Тобто всі деталі як ззовні так і всередині були обумовлені стилем побудови. Другою рисою українського як церковного так і світського будівництва та його орнаментації була симетричність. Як храми так і світські будівлі мали незначні оздоби ззовні та були більш оздоблені всередині.

## Принципи українського архітектурного стилю
О. Г. Сластіон визначив такі 6 принципів українського архітектурного стилю:
- трапеційний шестикутний проріз дверний чи віконний,
- трицентрова або еліптична арка;
- дах наметового типу; залом на даху;
- галерея, піддашшя чи опасання;
- кручена, звивиста колонка;
- широке застосування кераміки, а також орнаментації.

Ці принципи закладені в основу українського архітектурного стилю.

## Історичний огляд
У Давньоруській державі з'являється власний архітектурний стиль, що брав зразок з архітектури Візантії. До нашого часу збереглися кілька кам'яних будівель того періоду, переважно храмових. Після занепаду Галицько-Волинського князівства на території України починає домінувати західно-європейська архітектура, але в цей час відбувається розвиток та вдосконалення національного стилю для будівництва з дерева. 
З повстанням козацької держави у XVII ст. поєднання традиційної української дерев'яної архітектури та загальноєвропейського бароко створює новий національний стиль архітектури - українське бароко. 
З середини XVII ст. відбувається занепад українського архітектурного стилю та розквіт класицизму, що виник під інтернаціональним впливом та набув власних рис у Російській імперії. Більшість споруд класицизму в Україні мають вплив російського класицизму. Таким чином, після доби бароко в Україні наступає тривалий період відсутності національного характеру в архітектурі. У 1841 році був затверджений наказ про будівництво церков виключно подібних візантійській архітектурі. Даний указ на тлі всеросійської типізації проектів і суворого контролю проектів з боку Синоду став основою для впровадження у православну архітектуру псевдоросійського стилю. 
Відродження українського стилю відбулося на початку XX ст. із зростанням національної самосвідомості, стиль отримав назву український модерн, або по версії Чепелика - Український архітектурний модерн. На відміну від доби бароко, український модерн застосовувався переважно до громадської архітектури. 
У радянські часи незважаючи на модерністські тенденції український стиль знаходить власну нішу. Після заборони конструктивізму з 1930-х років виникає доба постконструктивізму, що мав спорідненість з західним ар-деко. З кінця 1930-х український стиль знаходить застосування у рамках радянського ретроспективізму. У польській частині замість національного переважали регіональні тенденції, зокрема притаманні архітектури польської та української частини Карпат. 
Після поступового повернення у архітектуру СРСР з середини 1950-х модернізму український стиль в архітектурі зникає і виявляється лише в окремих об'єктах монументального мистецтва, особливо у мозаїках, що прикрашали переважно фасади та інтер'єри багатьох громадських закладів. Одночасно у радянській архітектурі з'являються тенденції регіоналізму, які стосовно національного стилю в Україні представлені локально - у Західній Україні та Закарпатті, де навіть деякі зведені за типовими проектами будівлі мали імітацію високих дахів. Програмним твором цього часу можна вважати ресторан "Беркут" у Карпатах, який споруджений у формах притаманних місцевій архітектурі.

## Архітектурні форми
Пропорції українського архітектурного стилю: цоколь 1/13 — для церков та 1/7 для світських будівель. В церквах часів бароко висота церкви дорівнювала її довжині. Давніші церкви були трохи нижчі, а церкви пізнішої доби були незначно вищі.
Найархаїчнішою частиною церкви є її план. Українські церкви за поземним планом могли бути прямокутні, в яких прямокутник майже наближався до квадрату або у формі рівнокінечного хреста.
Цоколь в українських хатах називався — призьбою. Призьба була шириною 27-32 см і використовувалася влітку, як лава на якій сиділи в затінку даху.
Форми найдавніших збережених дерев'яних церков мали прямі лінії, як самих зрубів так і їхніх бань. Під впливом стилю бароко форми церков заокруглюються, так у прямокутних зрубах відрізали кути і утворювали таким чином восьмикутник, заломи верхів витворювалися кривими лініями.

## Оздоблення стін
Кам'яна українська архітектура була симетричною. Для вертикального поділу поверхні будівлі широко використовували колонки та пілястри, як дерев'яні так і кам'яні. Це були найчастіше дерев'яні круглі стовпи без оснування та капітелів, часом вони були наполовину круглі, наполовину восьмиграні або складалися з пірамідок. Кручені колонки мали основу та капітелі. В дерев'яній архітектурі їх уживали, як підпори до ґанків, інколи такі колонки йшли спереду всього фасаду будинку і тоді фасадна частина була у вигляді критої галереї. Звідси походить характерна риса світських будівель — піддашшя. Подібні криті галереї мають також і церкви українського стилю — це так званні — опасання. Колонки в кам'яній архітектурі були завжди круглими. Оснування та капітелі були завжди однаковими, та складалися з урізаних ступінчатих пірамідок.

## Церковна архітектура
Найстарішими збереженими пам'ятками української архітектури є церкви. До нашого часу вціліли лише християнські церкви, з дохристиянських часів не збереглося нічого. В кожному архітектурному стилі можна відшукати його першоджерела. Церкви українського типу були кубічні або наближені до пропорцій куба, де довжина церкви дорівнювала її довжині та висоті. Кам'яні церкви були більшими та у плані наслідували базиліки або хрещаті базиліки. Перші церкви Києва — Десятинна, Софія були базиліками.

### Архітектура дерев'яної церкви
Дерев'яні храми наслідують плани базиліки, вони ставились переважно з трьох зрубів з ґанком з західної сторони та круглою апсидою зі сходу. Навколо таких трьохзрубних церков йшли відкриті або закриті галереї. Другим найпоширенішим типом українських дерев'яних церков були п'ятизрубні церкви хрещатого заложення, в яких до трьох зрубів з півдня та півночі ставили ще по одному зрубові.
Всі українські дерев'яні церкви зверху до низу будувалися в зруб. Зруб ставили прямо на землю або на кам'яний підмурок. Орнаментація зовні була лише на острішках (карнизах) і на дверях. В середині церкви орнаментувалися хори та сволоки. Гуцульській церкві притаманний ґанок з трикутним начільником, який нагадує причілок гуцульської хати. Дерев'яні церкви були білими з зеленими або червоними дахами. Дерев'яні церкви українського стилю не мали зовнішніх прикрас, а обшальовувались поздовжніми дошками побіленими на біло.

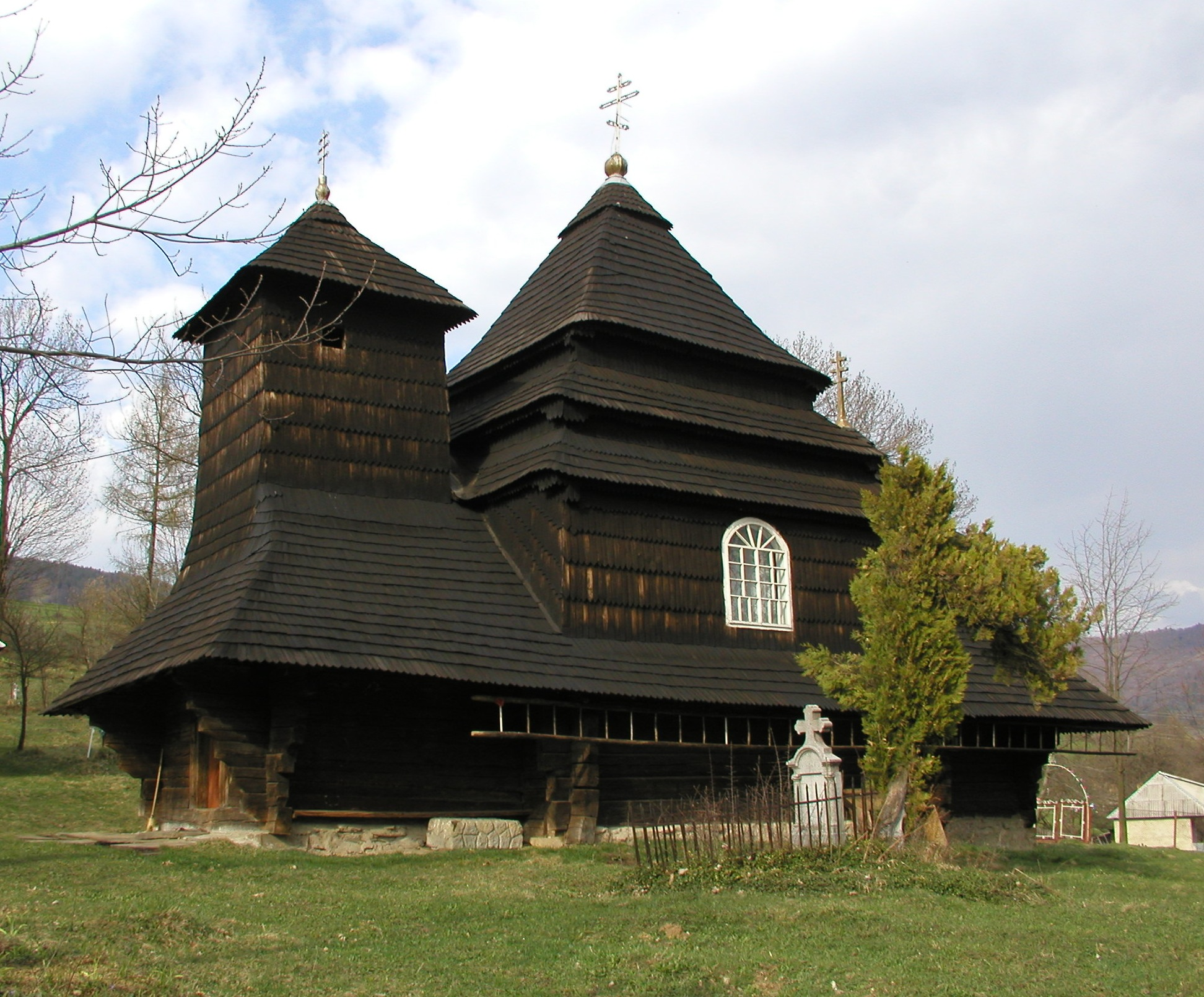
Михайлівська церква (Ужок, Закарпаття)
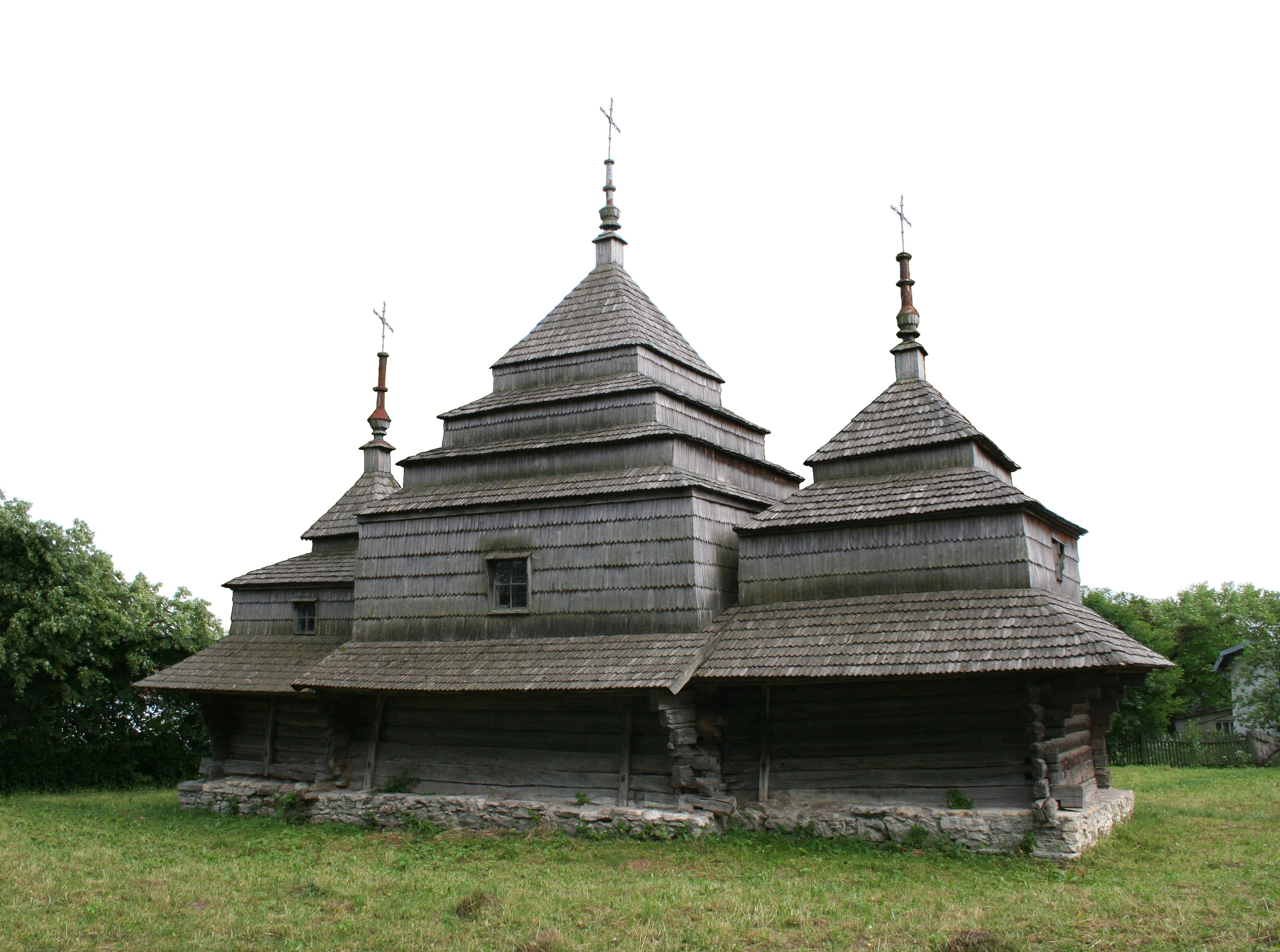
Церква св. Василя, c. Черче, Рогатинський р-он (XVI ст.)
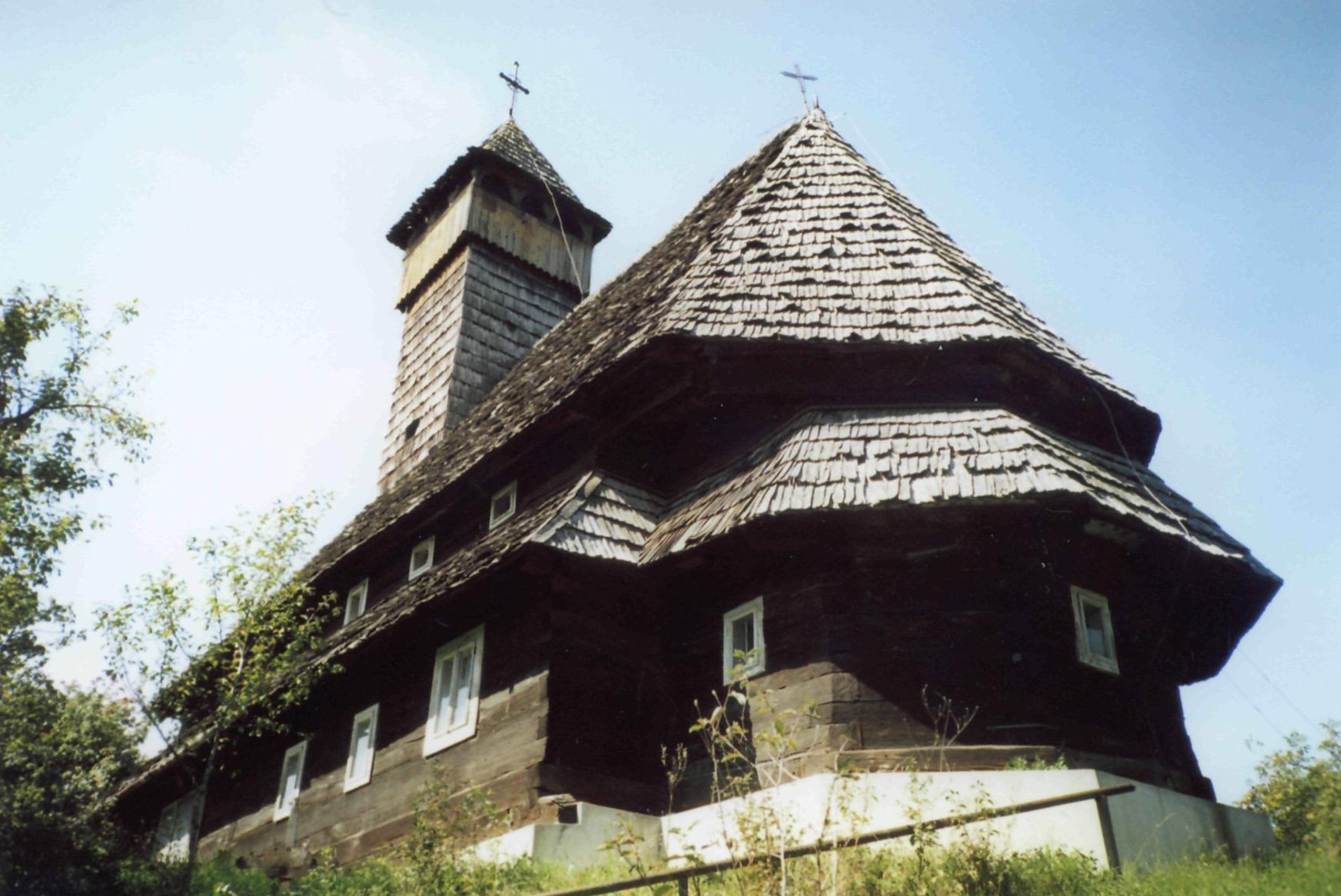
Нижній Микола (c. Середнє Водяне, Закарпаття) (XVII ст.)
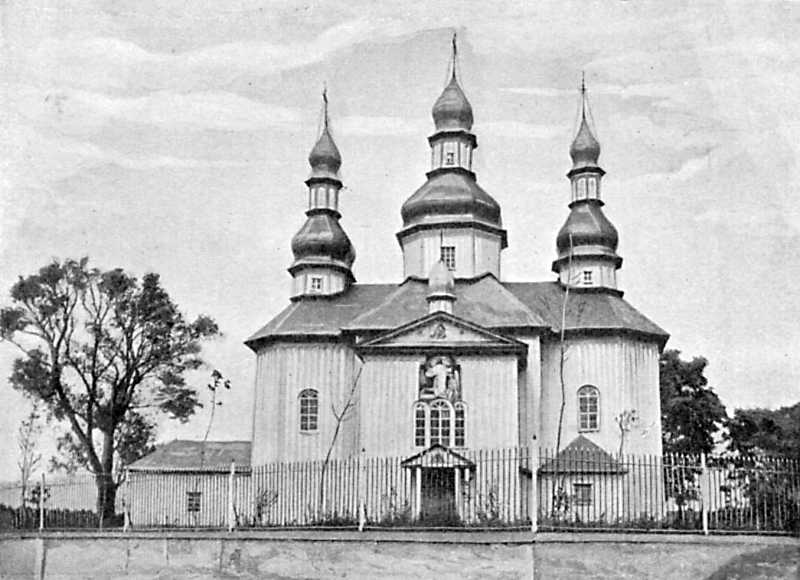
Воскресенська церква в м. Брусилів (1711)
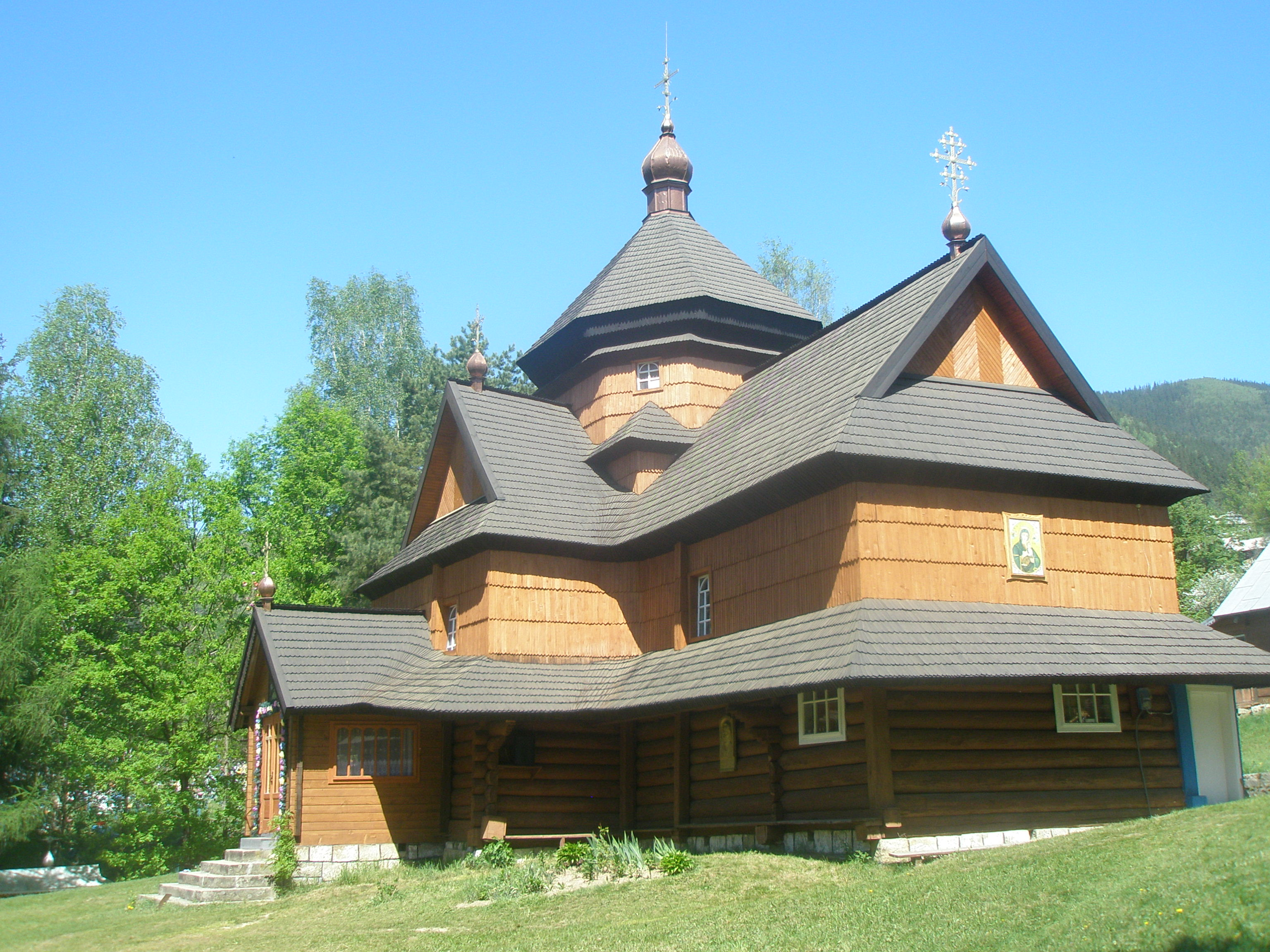
Церква в Криворівні (1730)
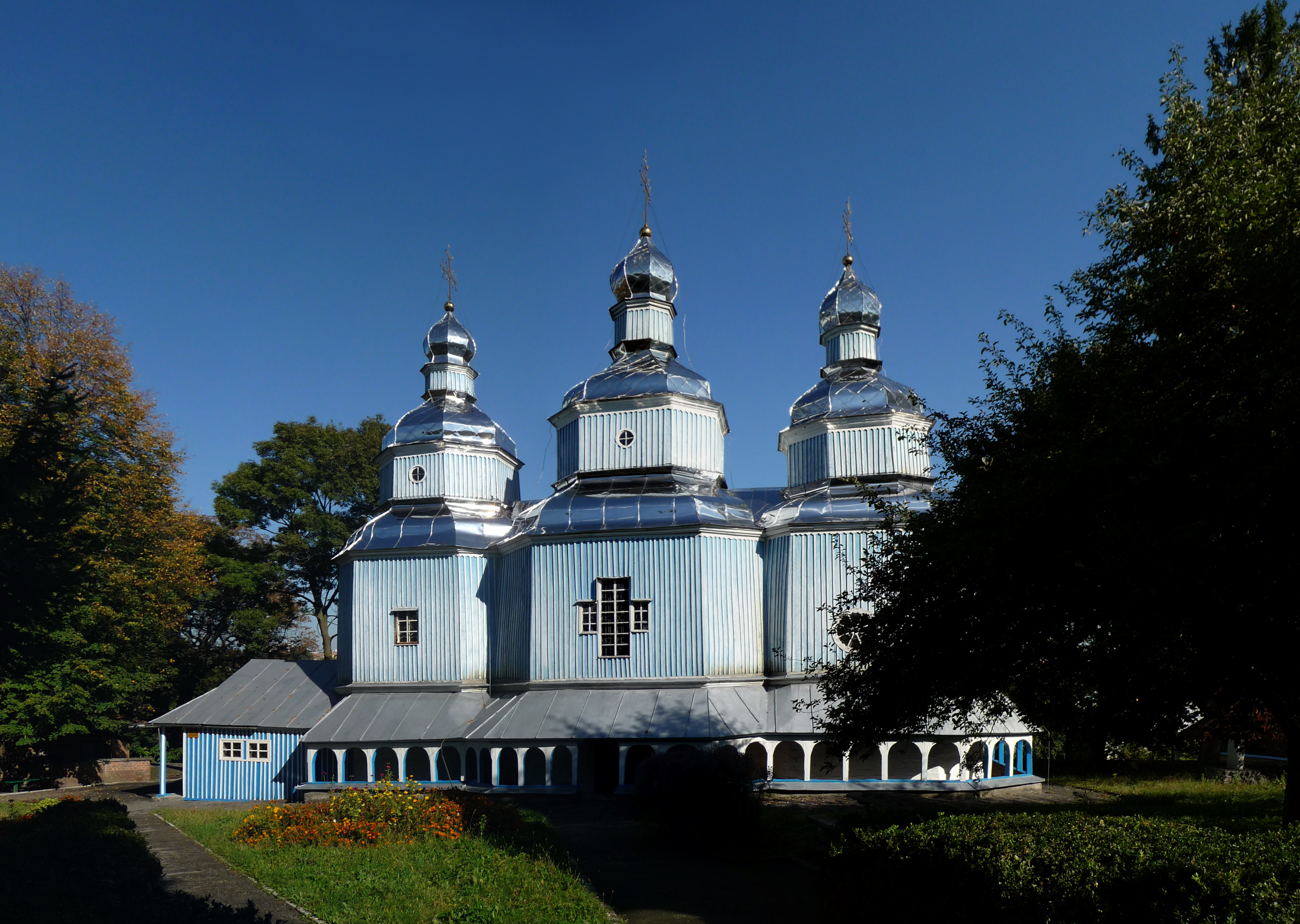
Микольська церква в Вінниці (1746)
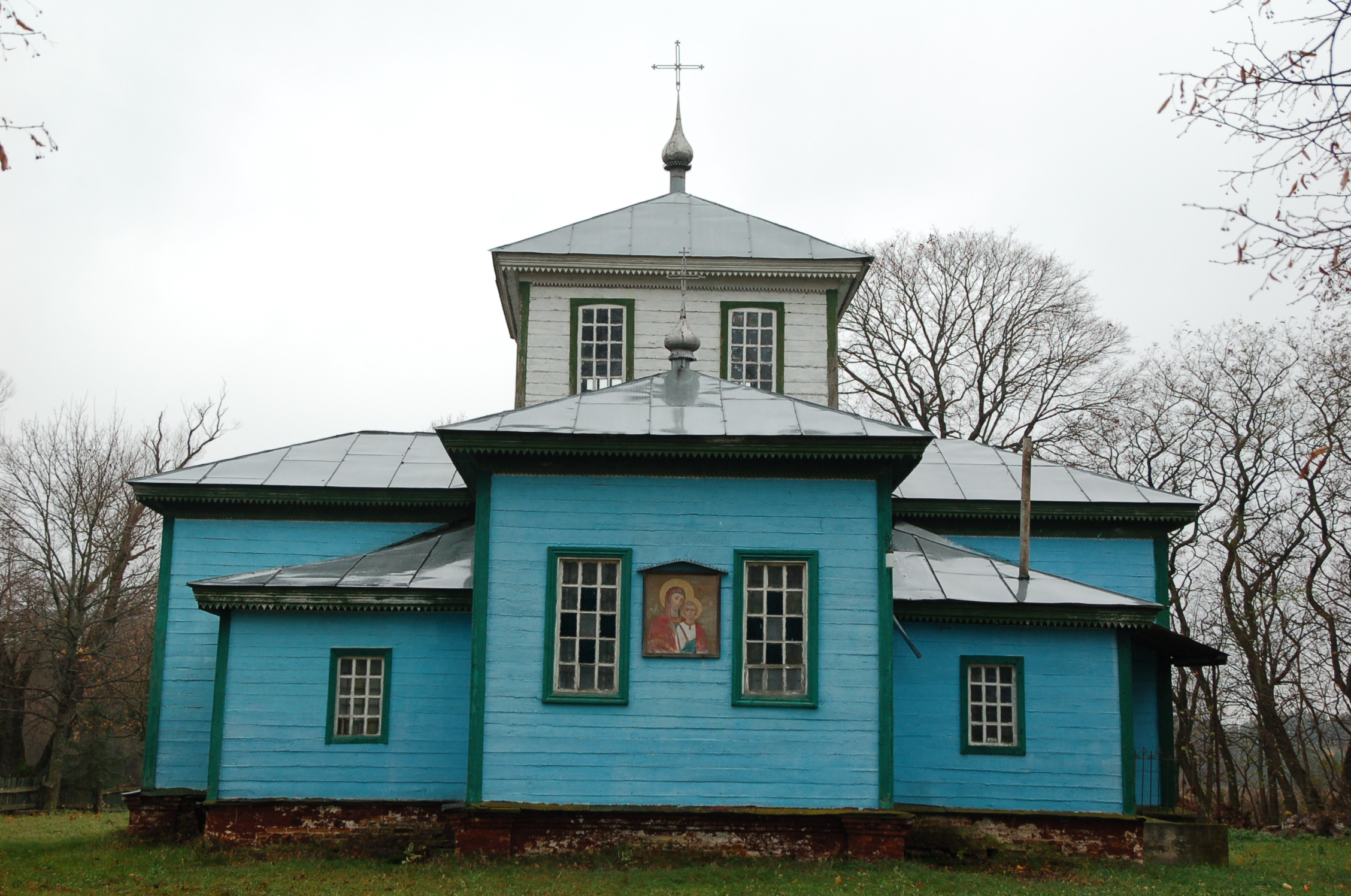
Церква в Турівці (Чернігівщина) (1888)
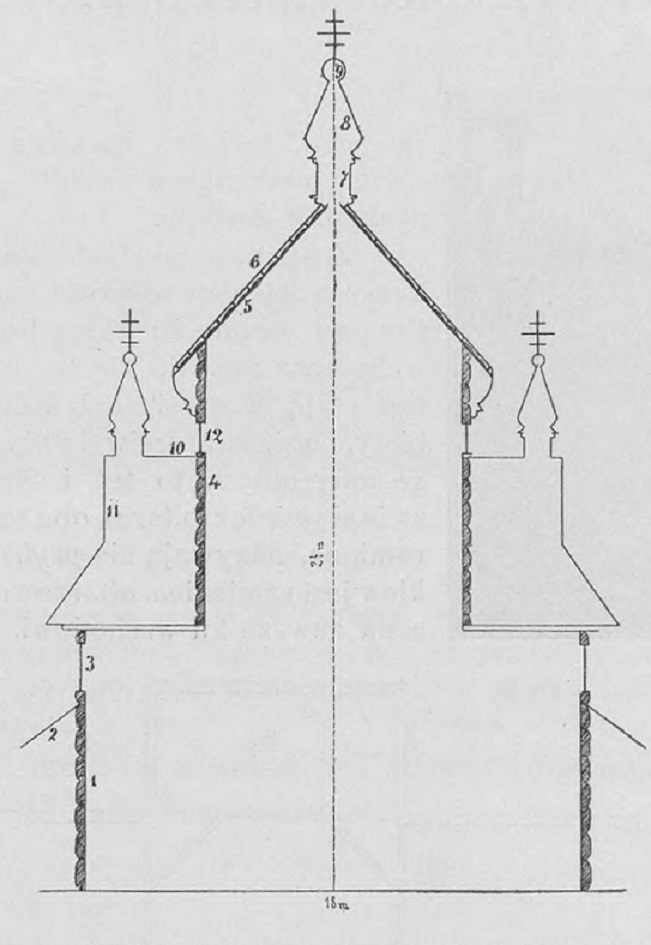
Гуцульська церква (план)
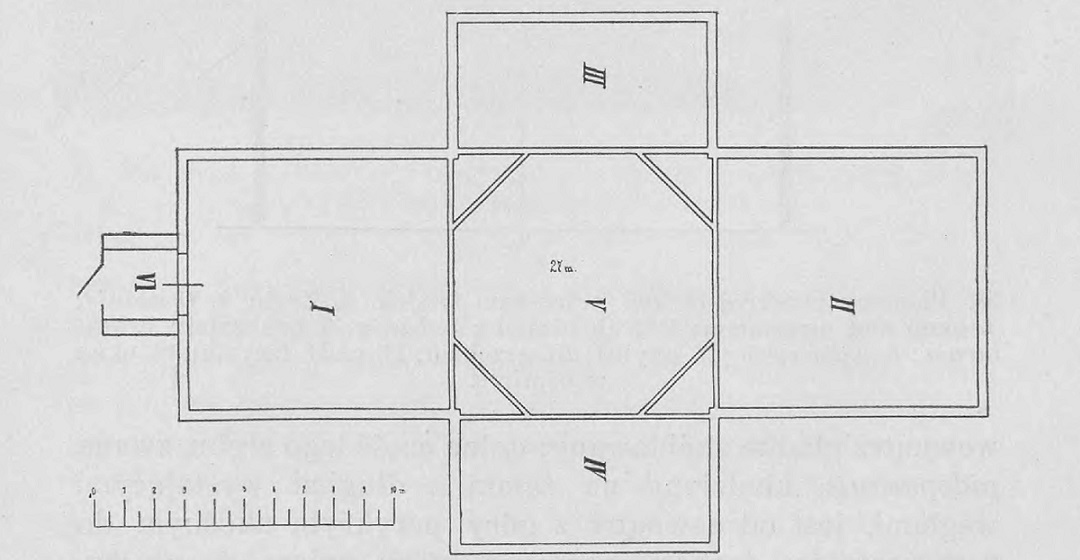
Поземний план гуцульської церкви

### Архітектура кам'яної церкви
Однією з найдавніших церков на наших землях є Ротонда в Херсонесі (375 р.). Будова була круглою (ротондою) з чотирма рівними раменами. Три рамена хреста закінчувались апсидами, а західна частина була прямокутною. Північне та південне рамено (менші за розмірами) були ззовні тригранні, а східне пятигранним. Ротонда була перекрита сферичним покриттям, а апсиди напівсферичним перекриттям.
Церква св. Івана Предтечі в Керчі (XIII ст.) близько стоїть до середнього типу між базилікою та хрещатою банною церквою, але з більш виразним поділом на три частини (нави), з чотирма колонами, що підпирають одну середню баню. Форма самої будівлі у формі рівнораменного хреста. Рамена хреста перекриті півокруглим склепінням, покритого зверху двосхилим дахом. На перехрестю рамен хреста, посередині будівлі розташована кругла струнка баня на підбаннику. Підбанник містив вісім вікон та вісім ніш між ними. Сама баня була перекрита сферичним склепінням, яке спиралося на чотири луки-арки. Стіни церкви збудовані з грубих шарів тесаного каміння та тонких шарів цегли, що надавало будівлі рожевого кольору. Центральний тип заложення церкви став основою будівництва церков княжої доби в Києві, Чернігові, Овручі. Ця будова була взірцем для майбутньої архітектури українських церков.
Церкви княжих часів були переважно тринефні або п'ятинефні базиліки з трьома апсидами зі сходу та навколишньою галереєю (Софія Київська). А також в цей час будували однонефні церкви без апсид. Існували також церкви ротонди (Василівська в Володимирі Волинському). В конструкції церков княжої доби була закладена основа базиліки та центричної банної церкви. Стіни княжих церков будувалися з квадрової цегли або бутового каменю та розчину з домішками битої цегли. Кожних два ряди такої кладки перекладалися ззовні розчином, а кожний третій залишали без розчину, таким чином церкви були рожеві та мали пасматий вигляд.

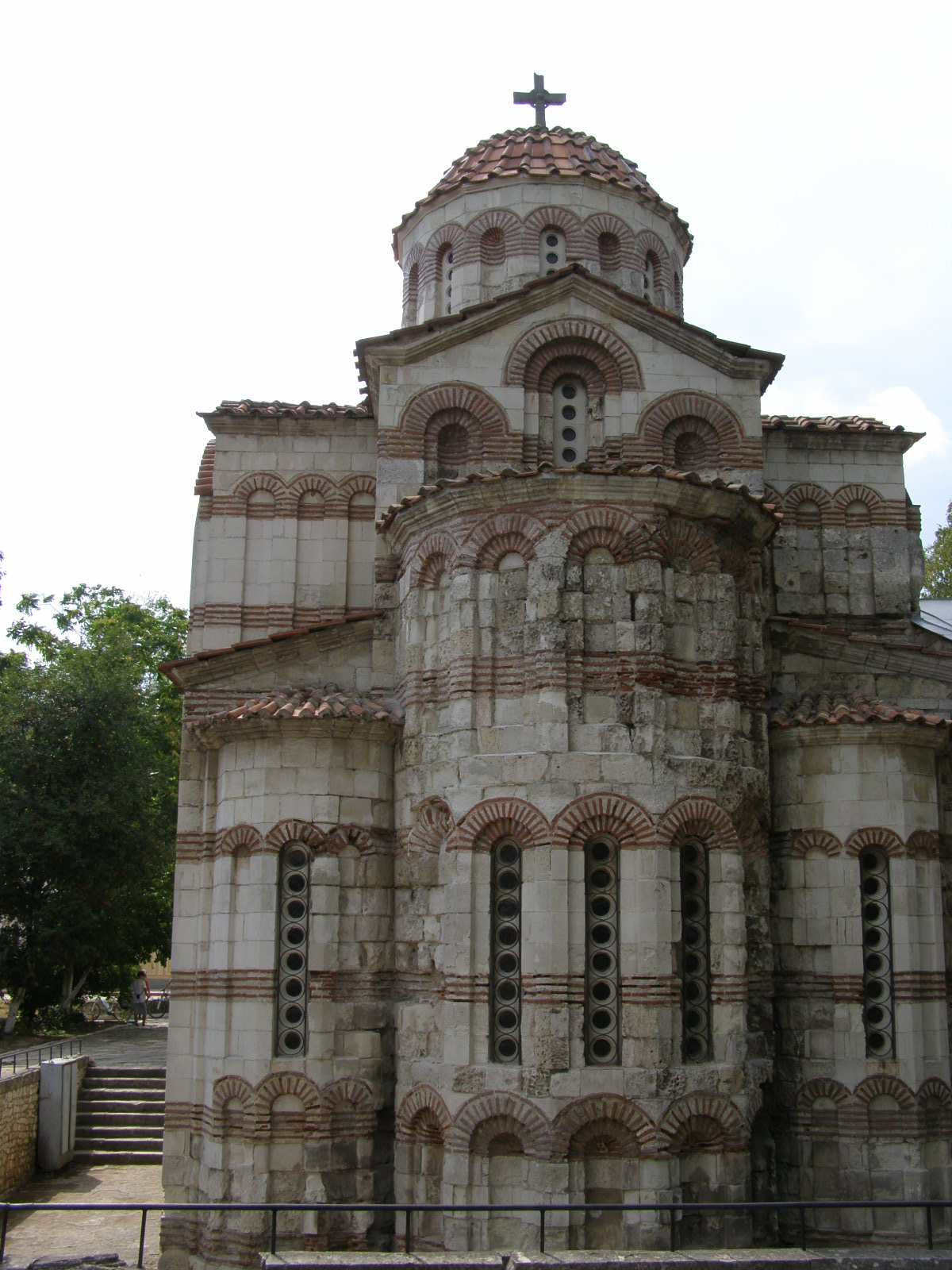
Церква Івана Предтечі (Керч) (8 cт.)
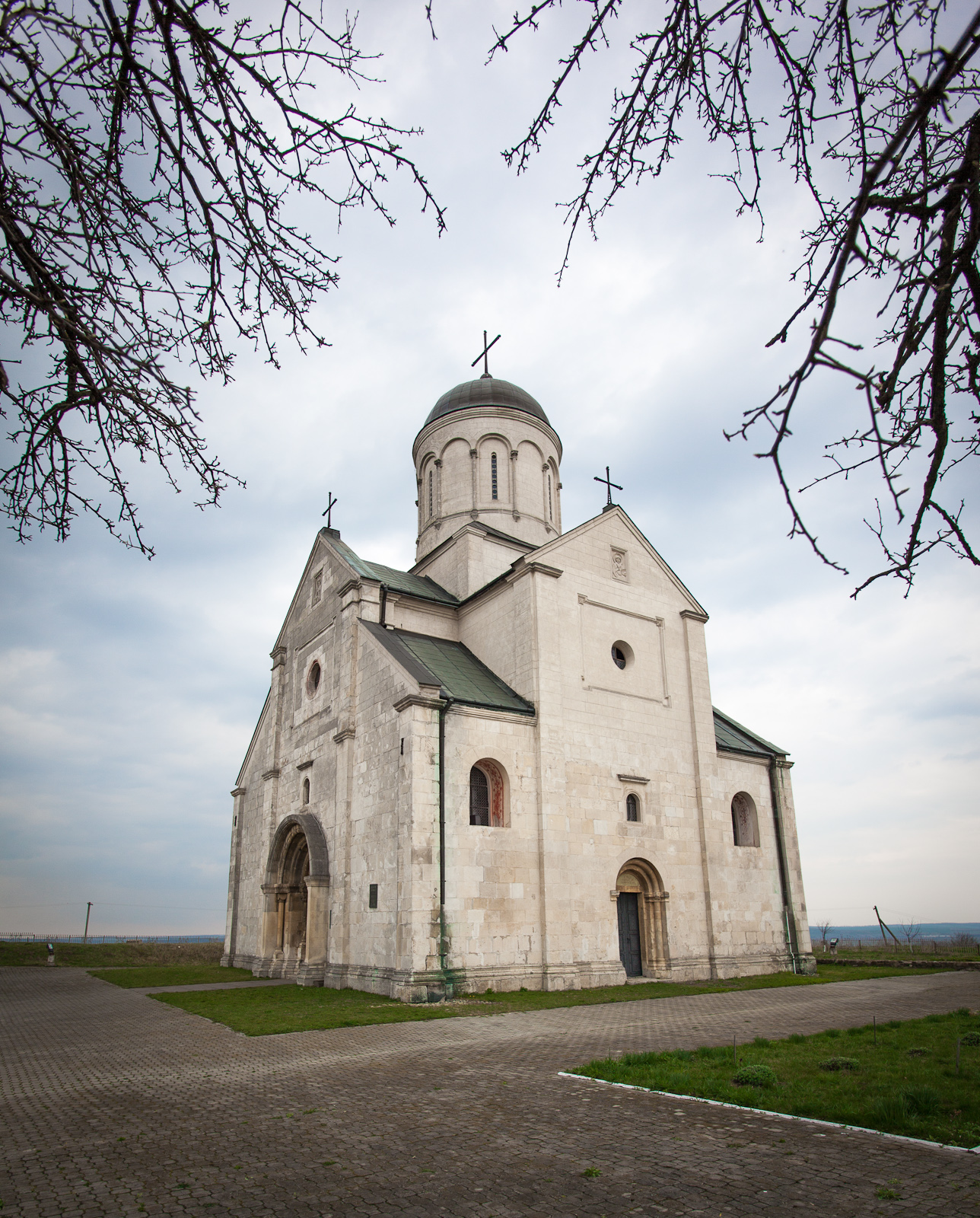
Церква святого Пантелеймона (Шевченкове) (1194)
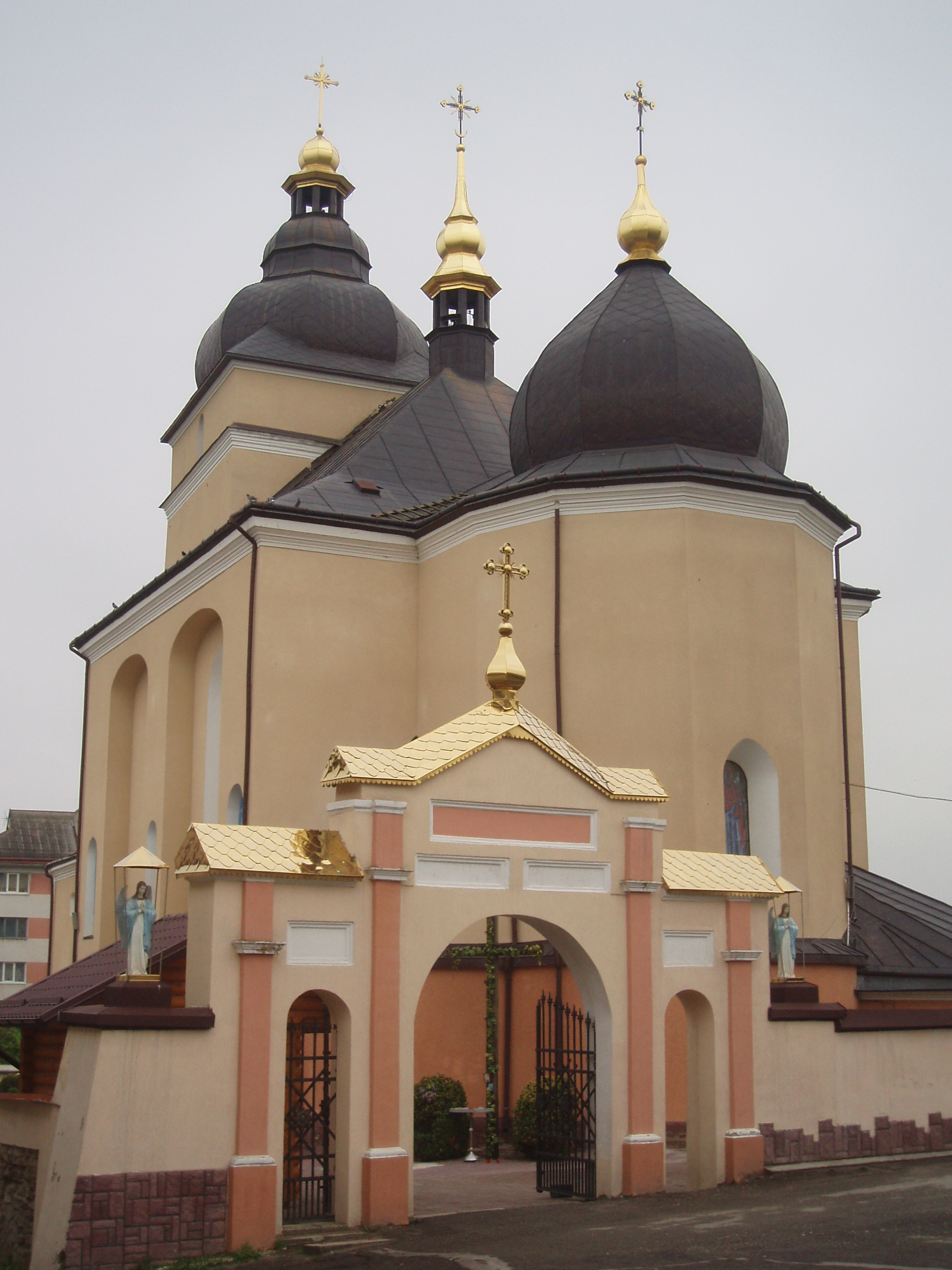
Церква Різдва в Рогатині (XII—XIV ст.)
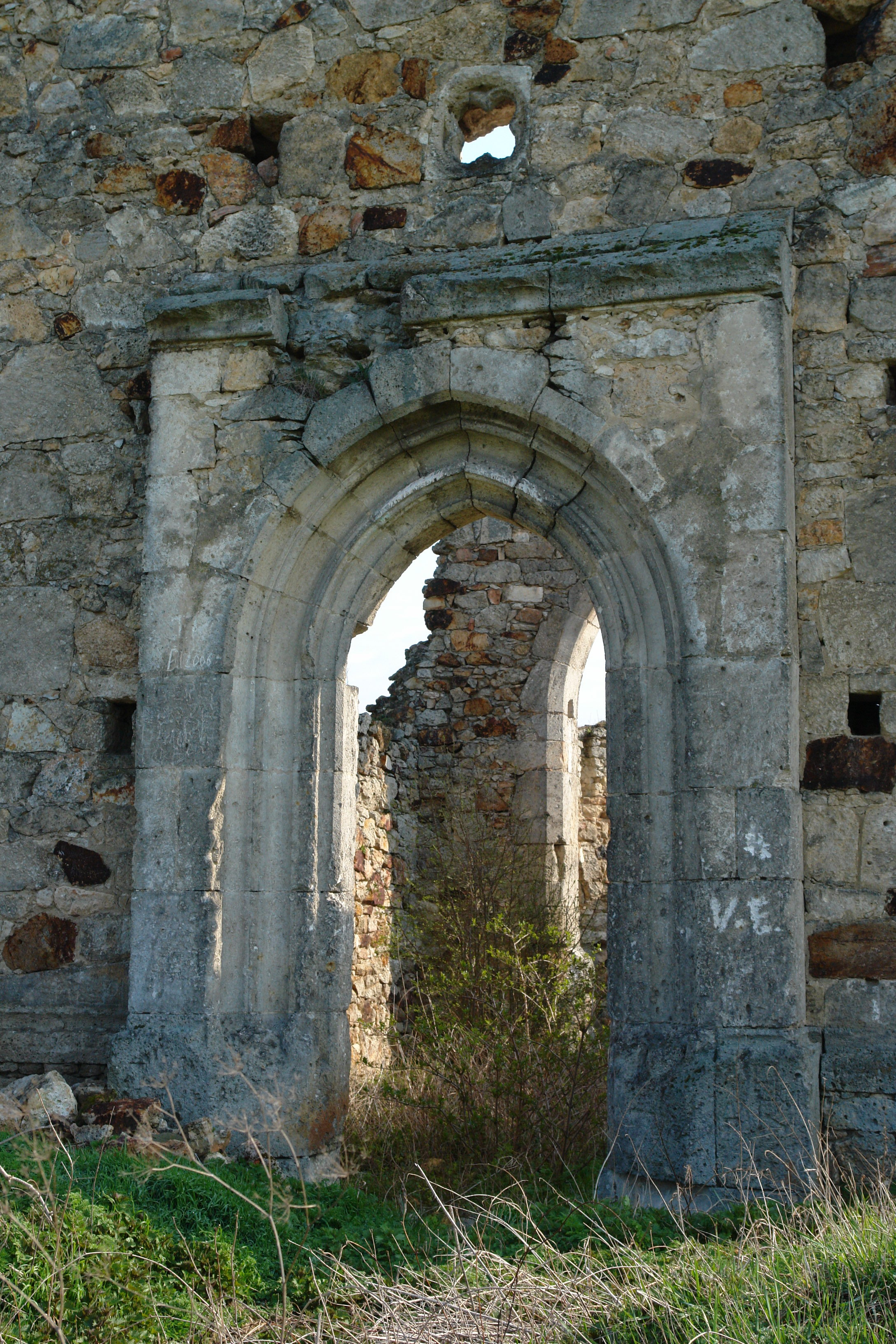
Мужієво (XIV ст.?)
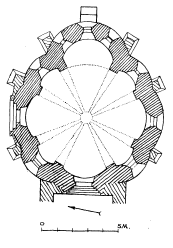
Василівська ротонда у Володимирі (план)
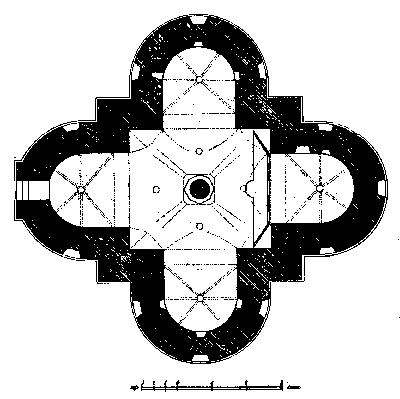
Покровська церква (план) (1476)
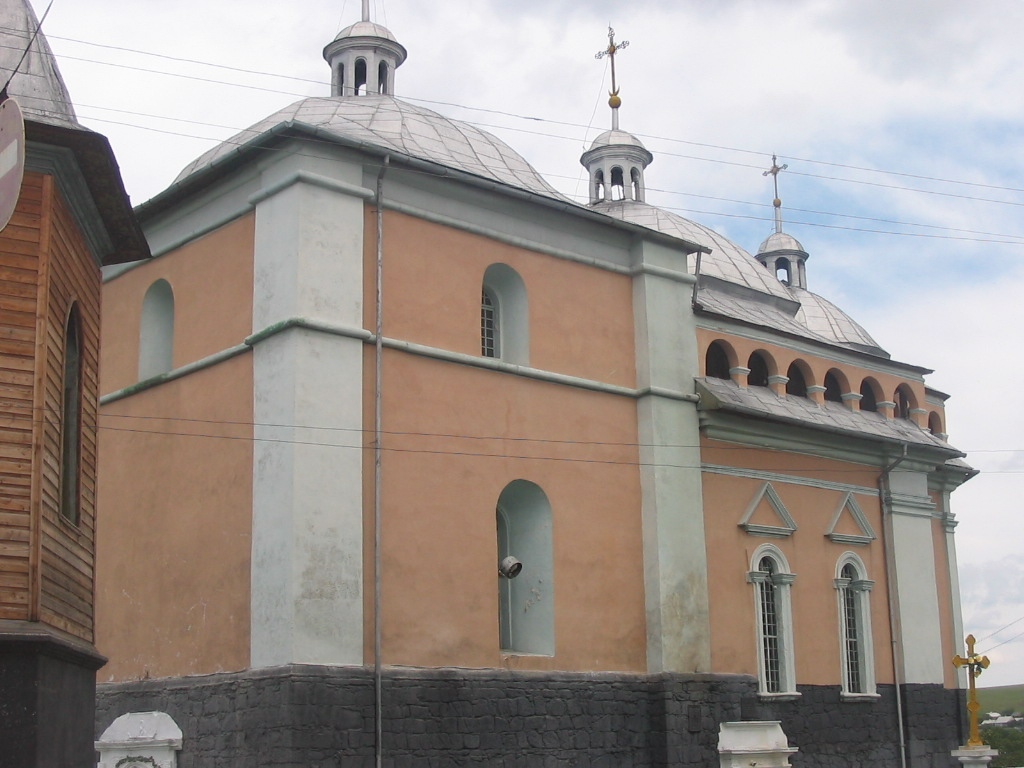
Успенська церква (Підгайці) (1653)

## Світська архітектура

### Хата
Дахи в хатах були високими 1: 1,2 (іноді 1:2). В українському будівництві переважали чотирьохсхильні дахи, інколи дахи були також двосхильними. Існувала також складніша форма даху, коли дахи були якби настромлені один на один, причому вищий дах вкривав нижчий до половини. Українські хати не виходили фасадом на вулицю, а стояли боком, трохи відступаючи від тину. Звичайні хати мали 5,6 метрів в ширину та 6,4 метри в довжину. Хати були трьохчастині та складалися з світлиці (власне хати), сіней та комори (або ще однієї хати). Сіни стелі не мали і з них йшов хід на горище. Панські будинки від хат відрізнялися тільки більшими розмірами.

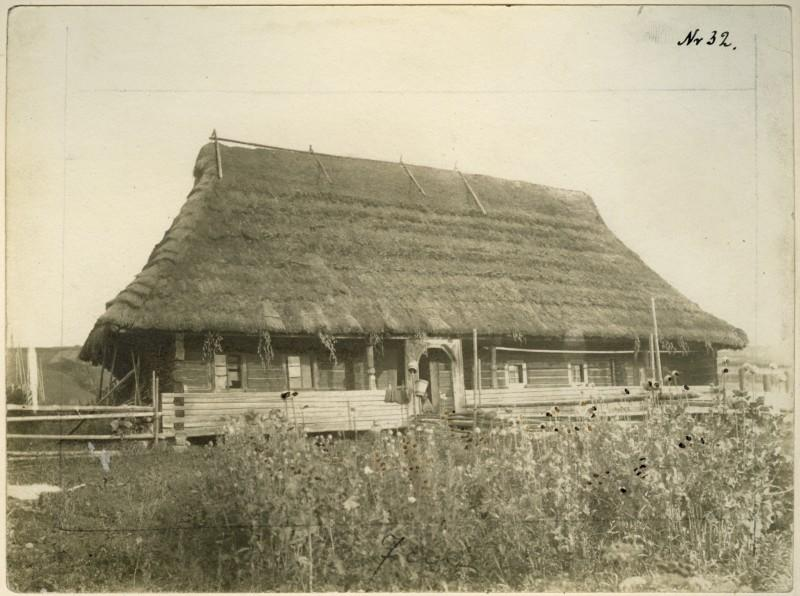
Бойківська хата (с. Тухолька)
Хата (c. Зіньків)